# Петровка (Назаровский район)
Петровка — деревня в Назаровском районе Красноярского края России. Входит в состав Гляденского сельсовета.

## География
Деревня расположен в 40 км к югу от районного центра Назарово.

## Население
| 2010 |
| ---- |
| 31   |

Гендерный состав
По данным Всероссийской переписи населения 2010 года 15 мужчин и 16 женщин из 31 чел.